# Ташковская культура
Ташко́вская культура — археологическая культура 2-го тыс. до н. э., существовавшая на территории Нижнего Притоболья в раннем бронзовом веке. Была выделена в 1987 году в результате раскопок однослойного поселения Ташково II у села Ташкова в Каргапольском районе Курганской области.
Ташковская культура представляет собой небольшие поселения с кольцевой планировкой, со слабоуглублёнными каркасно-столбовыми домами площадью 25—50 м². Притобольское население в начале 2-го тыс. до н. э. жило оседло, но продолжало заниматься рыболовством и охотой, освоило металлообработку и, возможно, придомное животноводство. Керамика плоскодонная, с орнаментом по всей внешней поверхности: отступающей палочкой, шагающей и протащённой гребёнкой, гребенчатым штампом, ямочками. Оно находилось в постоянных культурных контактах с населением Южного Урала. Численность населения на поселении Ташково II могла достигать 60—70 человек. Для поселения Ташково II получена радиоуглеродная дата 3780±40 лет (1830 год до н. э.). В орнаментации ташковской керамики заметно влияние андреевской культуры.